# ОШ „Доситеј Обрадовић” Омољица
ОШ „Доситеј Обрадовић” једна је од основних школа у општини Панчево. Налази се на Тргу Светог Саве 3 у Омољици. Име је добила по Доситеју Обрадовићу, просветитељу и реформатору револуционарног периода националног буђења и препорода. Основана је 1966. године.

## Догађаји
Пројекат „За чистије и зеленије школе Војводине” је реализован од новембра 2010. до маја 2011. у циљу подизања свести и личне одговорности за бригу о животној средини. Догађаји основне школе „Доситеј Обрадовић” у оквиру пројекта:
- Прављење простора за компостирање
- Прављење органског ђубрива за раст биљака у школском парку
- Сакупљање старе хартије, пластичних флаша, амбалаже од пластике и секундарних сировина
- Еколошке радионице
- Еколошка патрола од десет ученика
- Радна акција чишћења и уређења школе и школског дворишта
- Продајна изложба производа од рециклажног материјала
- Манифестација „Улица дечјих чаролија”
- Ликовни и литерарни конкурс „Како замишљам идеално школско двориште – наше мало дечје царство”
- Пролећни маскенбал
- Дани зеленила